# Wojnów (gromada)
Wojnów – dawna gromada, czyli najmniejsza jednostka podziału terytorialnego Polskiej Rzeczypospolitej Ludowej w latach 1954–1972.
Gromady, z gromadzkimi radami narodowymi (GRN) jako organami władzy najniższego stopnia na wsi, funkcjonowały od reformy reorganizującej administrację wiejską przeprowadzonej jesienią 1954 do momentu ich zniesienia z dniem 1 stycznia 1973, tym samym wypierając organizację gminną w latach 1954–1972.
Gromadę Wojnów z siedzibą GRN w Wojnowie utworzono – jako jedną z 8759 gromad – w powiecie siedleckim w woj. warszawskim, na mocy uchwały nr VI/10/18/54 WRN w Warszawie z dnia 5 października 1954. W skład jednostki wszedł obszar dotychczasowej gromady Wojnów ze zniesionej gminy Stok Ruski, obszary dotychczasowych gromad Cierpigórz, Rzewuski-Zawady i Stara Wieś ze zniesionej gminy Przesmyki oraz obszary dotychczasowych gromad Płosodrza i Wólka ze zniesionej gminy Świniarów w tymże powiecie. Dla gromady ustalono 14 członków gromadzkiej rady narodowej.
1 stycznia 1956 gromada weszła w skład nowo utworzonego powiatu łosickiego w tymże województwie.
31 grudnia 1961 do gromady Wojnów włączono wsie Ptaszki, Rogóziec Skolimów, Sosenki-Jajki, Suchodów-Wypychy i Wólka Soseńska ze zniesionej gromady Bejdy w tymże powiecie.
Gromada przetrwała do końca 1972 roku, czyli do kolejnej reformy gminnej.